# آرنا (فیلم ۲۰۰۹)
«آرنا» (انگلیسی: Arena (2009 film)) یک فیلم است که در سال ۲۰۰۹ منتشر شد. این فیلم در سال ۲۰۰۹، نخل طلایی فیلم کوتاه را از شصت و دومین دوره جشنواره فیلم کن دریافت کرده است.